# 深澤俊勇
深澤 俊勇（ふかざわ としお、1917年11月11日 - 没年不明）は、日本の経営者。日野自動車社長を務めた。長野県長野市出身。

## 経歴
旧制長野中学を経て、1937年に名古屋高等工業学校を卒業し、同年に東京自動車工業に入社。1965年11月に日野重工業(のちの日野自動車)取締役に就任し、常務、専務を経て、1980年6月に副社長に就任し、1983年6月に社長に昇格。1987年6月に相談役を経て、1993年7月から顧問を務めた。
1986年11月に藍綬褒章を受章し、1992年4月に勲三等旭日中綬章を受章した。